# جرج‌تاون (ایلینوی)
جرج‌تاون، ایلینوی (به انگلیسی: Georgetown, Illinois) یک شهر در ایالات متحده آمریکا با جمعیت ۳٬۴۷۴ نفر است که در ایلی‌نوی واقع شده‌است.

## موقعیت جغرافیایی
موقعیت جغرافیایی شهرها و مناطق اطراف به شرح زیر است: